# الرياضة في قطر
الرياضة في قطر

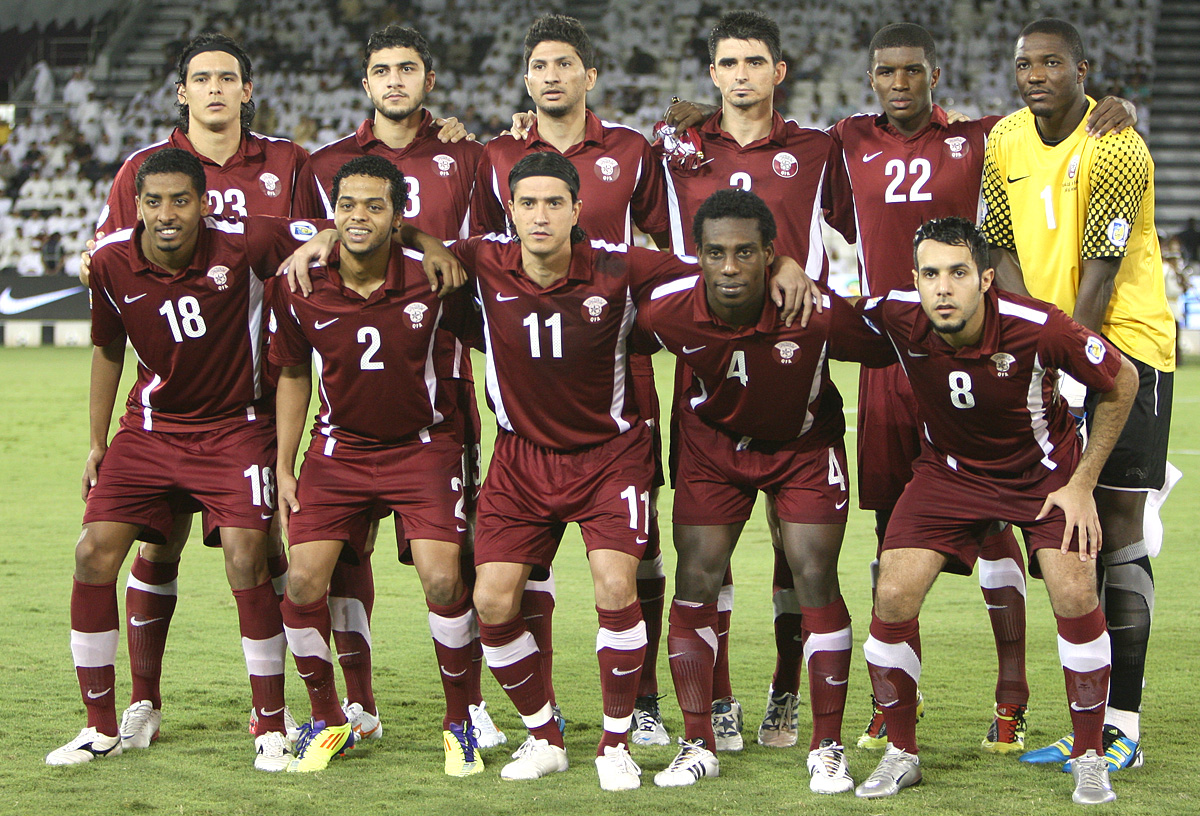

تَلْعبُ قطر حاليًا دورًا بارزًا وفعّالًا في مجالات الرياضة، وتستثمر الرياضةَ كوسيلة لتَحسين صيَاْغَة العلاقات، وتقوية الصداقات مع دول العالم.
لقد أبدتْ قطر رغبتها بشكل واضح وفعّال لجميع دول العالمِ، وكرّستْ ضمن أجندتها العامة حالةً من الانفتاح والتطلع إلى تحسين العلاقات بين الأممِ عبر الرياضة.
2. تراث الألعاب الرياضيةِ - رياضات التقاليد وألعاب من الماضي.

## أهم الرياضات التقليدية في قطر

### سباق القوارب التقليدية
سباق القوارب التقليدية الذي يقام سنويًّا في الدوحة يعكس جزءًا من أسلوب الحياة القطرية التقليدية، لطالما كانت القوارب التقليدية جزءًا حيويًّا وأساسيًّا لبقاء ووجود شعب يعتمد على البحر، ويحوّل السباق هذا الجزء التقليدي جدًّا من نمط الحياة القطرية إلى منافسة رياضية ممتعة، تسودها الروح الرياضية وروح الفريق.

### سباق الهجن
تقام في قطر سباقات سنوية للهجن العربية الأصيلة، وهذه السباقات: سباق حضرة صاحب السمو أمير البلاد المفدى، وسباق سمو ولي العهد، وسباق سمو رئيس مجلس الوزراء، وسباق التحدي.

### سباق التحدي
«درهام التحدي»، أو سباق التحدي، فكرة قطرية تجمع بين أبطال الأشواط الرئيسية بأهم سباقات الهجن بدول مجلس التعاون الخليجي، للوصول إلى بطل الأبطال، وسيكون درهام التحدي بوابة جديدة لإطلالة ضخمة في معظم أنحاء العالم.
الصيد بالصقور
تعد رياضة الصيد بالصقور (القنص) من الرياضات المحببة لدى أهل قطر؛ ويبدأ موسم الصيد عادة مع دخول فصل الشتاء في المنطقة، ويستمر حتى انتهائه. وهناك مهرجانات خاصة بالصيد بالصقور تقام لعرض الأشكال والأنواع المختلفة، ومن أهم أنواع الصقور: «الحر والشاهين والوكري والسنجاري»، إلا أنه يستخدم حاليًا للصيد نوعان فقط؛ هما: «الحر والشاهين». ويعد الحر أكبر من الشاهين حجمًا، وأكثر منه تحملاً. وأهم فرائس الصقور: الكروان والحبارى والحمام والحجل والأفاعي والأرانب وأحيانًا الغزلان.
سباق الخيل
ويعتبر سباق الخيل من الرياضات القديمة الأخرى المفضلة في هذه البلاد؛ فهناك عدد كبير من السباقات يقام خلال مواسم خاصة بها، حيث تشتد المنافسة على الفوز بالجوائز المالية الضخمة، ويقوم بتنظيم هذه السباقات نادي السباق والفروسية. ولا شك أن البطولات الدولية لمسابقات جمال الخيل العربية الأصيلة، التي تقام سنويًّا في قطر، أصبحت محط ثناء وتقدير، على الصعيدين الإقليمي والدولي.
الألعاب الرياضية الحديثة
يتمثل دورُ اللجنة الأولمبية الأهلية القطرية في جَعْل الرياضة، والنشاطات البدنيّة الأخرى، متوفرةً للرجال والنساء والشباب ضمن أحضان دولة قطر، كذلك؛ فقد عملت على التطوير المنسجمِ للروح الأولمبية الحقيقية، بما يتوافق مع الميثاق الأولمبي.
تُعد اللجنة الأولمبية القطرية الجهة العامَّة المشرفة على كافة النشاطات والفعاليات والأحداث الرياضيةِ في دولة قطر، وهي توفر قاعدة مالية قوية لتحقيق الخطط الناجحة والنشاطات والأحداث الرياضية الرئيسة.
الاتحادات الرياضية الأهلية في قطر
الاتحادات الرياضية الأهلية للرياضات الأولمبية الصيفية
لدى دولة قطر 21 اتحادًا رياضيًّا أهليًّا من مجموع 28 اتحادًا رياضيًّا معنيًّا بالرياضات الأولمبية الصيفية.
القوس: الاتحاد القطري للرماية والقوس
ألعاب القوى: الاتحاد القطري لألعاب القوى
كرة السلة: الاتحاد القطري لكرةِ السلة
الملاكمة: الاتحاد القطري للملاكمة
الدراجات: الاتحاد القطري للدراجات
الفروسية: الاتحاد القطري للفروسية
المبارزة: الاتحاد القطري للمبارزة
كرة القدم: الاتحاد القطري لكرة القدم
الجمباز: الاتحاد القطري للجمباز
كرة اليد: الاتحاد القطري لكرة اليد
الجودو: الاتحاد القطري للجودو
التجديف: الاتحاد القطري للشراع والتجديف
السِّباحَة: الاتحاد القطري للسباحة
كرة الطاولة: الاتحاد القطري لكرة الطاولة
التايكوندو: الاتحاد القطري للتايكوندو والكاراتيه
التنس: الاتحاد القطري للتنس
كرة الطائرة: الاتحاد القطري لكرة الطائرة
رفع الأثقال: الاتحاد القطري لرفع الأثقال وبناء الأجسام
المُصارعة: الاتحاد القطري للمصارعة
لا توجد حاليًا اتحادات رياضية أهلية في دولة قطر تُغطّي نشاطات الرياضات الأولمبيةِ الصيفيةِ التاليةِ: تنس الرّيشة، البيسبول، الكانوي-الكياك، الهوكي، الخماسي الحديث والسوفتبول والثلاثي.

## وصلات داخلية
- قطر
- الخيل في قطر

## روابط خارجية
- تاريخ قطر الرياضي